# Trichocentrum andrewsiae
Trichocentrum andrewsiae là một loài thực vật có hoa trong họ Lan. Loài này được (R.Jiménez & Carnevali) R.Jiménez & Carnevali mô tả khoa học đầu tiên năm 2002.